# Elsie Bianchi Brunner
Elsie Bianchi Brunner (* 5. November 1930 in Zürich als Elsie Brunner; † 17. Juli 2016 in Royston, Georgia) war eine Schweizer Jazzmusikerin (Akkordeon, Piano, Gesang), die nach ihrer musikalischen Karriere in den USA als Sportartikel-Fabrikantin tätig war.

## Leben und Wirken
Bianchi Brunner spielte zuerst – zusammen mit ihren Geschwistern – Akkordeon, bevor sie mit zehn Jahren zum Klavier wechselte. Gelegentlich wirkte sie als Pianistin bei der Saxophonband von Harry Pfister mit, während sie eine Ausbildung zur kaufmännischen Angestellten machte. Auf dem Jazz Festival Zürich trat sie mit grossem Erfolg von 1951 bis 1954 als Pianistin, Jazz-Akkordeonistin und Sängerin auf und erhielt mehrere Auszeichnungen. 1956 heiratete sie den Saxophonisten und Bassisten Siro Bianchi, mit dem sie als Berufsmusikerin arbeitete, wobei sie das Duo mit Schlagzeugern wie Daniel Humair, Fritz Stähli oder Kenny Schmidt zum Trio erweiterten. 1958/59 waren sie auf Gastspielreise in den Vereinigten Staaten, wo Howard Rumsey sie im Hermosa Beach Lighthouse Cafe aufnahm. 1959 kamen sie zurück in die Schweiz und spielten vor allem im Basler Atlantis (im Trio mit Alex Bally). Seit 1962 verbrachten sie als Musiker jeweils den Sommer in Nordamerika und die Wintersaison in Les Diablerets, Grindelwald oder Gstaad. 1968 übersiedelte das Paar in die Vereinigten Staaten. 1978 gab sie wie auch ihr Mann den Musikerberuf auf und übernahm von ihren Brüdern die Sportartikel-Fabrik K-Swiss. 1987 zog sie sich mit ihrem Mann auf eine Farm in Georgia zurück. Sie starb 2016 im Alter von 85 Jahren.

## Lexigraphische Einträge
- Bruno Spoerri (Hrsg.): Biografisches Lexikon des Schweizer Jazz. CD-Beilage zu: Bruno Spoerri (Hrsg.): Jazz in der Schweiz. Geschichte und Geschichten. Chronos-Verlag, Zürich 2005, ISBN 3-0340-0739-6.

## Diskographische Hinweise
- Flavio Ambrosetti (Columbia, 1955)
- Elsie Bianchi Trio (Swiss Rec, 1962)
- Elsie Bianchi: The Sweetest Sound (Saba-MPS, 1965)